# Karl Heinz Engelin
Karl Heinz Engelin (* 17. Oktober 1924 in Memel; † 1. Dezember 1986 in Hamburg) war ein deutscher Bildhauer.

## Leben
1942 wurde Karl Heinz Engelin zum Militärdienst herangezogen und absolvierte an der Marineschule Kiel eine Ausbildung zum Wachingenieur auf einem U-Boot. Nach dem Militärdienst im Zweiten Weltkrieg und der Internierung arbeitete Engelin ab 1945 als Pferdeknecht in Ostholstein. 1947 absolvierte er sein Abitur im Schloss Plön. Anschließend studierte er Kunstgeschichte an der Christian-Albrechts-Universität zu Kiel und absolvierte gleichzeitig bis 1949 eine Steinmetzlehre. Bei dem Abschluss bekam er zwei Auszeichnungen. Anschließend war er an der Bauhütte des Freiburger Münsters tätig. Engelin studierte danach an der Staatlichen Akademie der bildenden Künste in Freiburg, wo er Meisterschüler bei Wilhelm Gerstel war. 1953 erhielt er den Preis der Akademie Freiburg. Es folgte ein Studienaufenthalt in Paris, wo er an der Académie de la Grande Chaumière in Paris bei Ossip Zadkine studierte. 1954 heiratete er seine Studienkollegin aus der Freiburger Zeit Gisela Hommes, die sich fortan Gisela Engelin-Hommes nannte und begann ein Studium an der Landeskunstschule Hamburg bei Edwin Scharff. Im darauffolgenden Jahr war er als Bronzegießer an der Staatlichen Akademie der Bildenden Künste Stuttgart tätig, angeleitet durch H. Heinzel. Ab 1959 hatte Engelin mit seiner Frau Gisela Engelin-Hommes gemeinsame Ateliers in Hamburg und auf der dänischen Ostseeinsel Møn. Mit ihr hatte er eine Tochter und zwei Söhne. Von 1963 bis 1970 folgte seine Zusatzausbildung in Bronzeguss, Schmelz- und Schweißverfahren für Edelstahl. 1980 wurde er ausgezeichnet mit dem Verdienstkreuz am Bande.

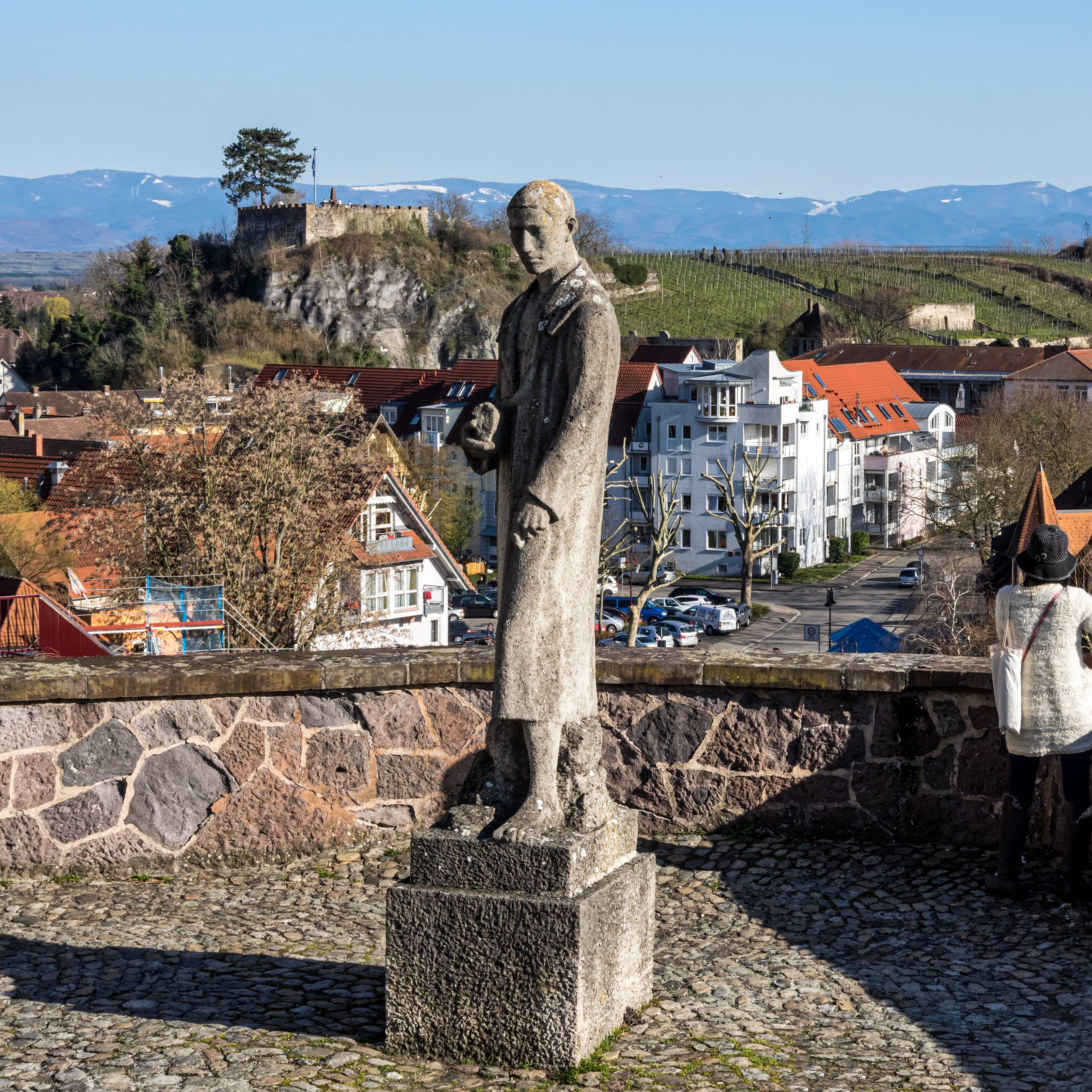
Barhäuptiger Soldat, 1955, beim Breisacher Stephansmünster

Engelin fertigte unter anderem über 40 Aufträge in Hamburg als Kunst am Bau oder als Kunst im öffentlichen Raum. Er schuf vorwiegend figürliche Plastiken, aber wendete sich auch der abstrakten Plastik zu. Er ist unter anderem mit Werken in den Sammlungen des Augustinermuseums in Freiburg, der Stadt Stuttgart, des Landesmuseums für Kunst und Kulturgeschichte in Schleswig, der Stiftung Ohm in Hamburg, des Hotels Grand Elysée (Sammlung Block) in Hamburg, der Behörde für Kultur und Medien in Hamburg, der SAGA Unternehmensgruppe und der Hamburger Sparkasse vertreten.
2004 wurde ihm zu Ehren in Breisach die Engelin-Straße benannt.
Engelin wurde auf dem Friedhof Ohlsdorf westlich des Areals Grabmal-Freilichtmuseum Heckengarten beigesetzt. Seine Skulptur Der Faulenzer wurde als Relief von seiner Frau in den Grabstein hineingearbeitet.

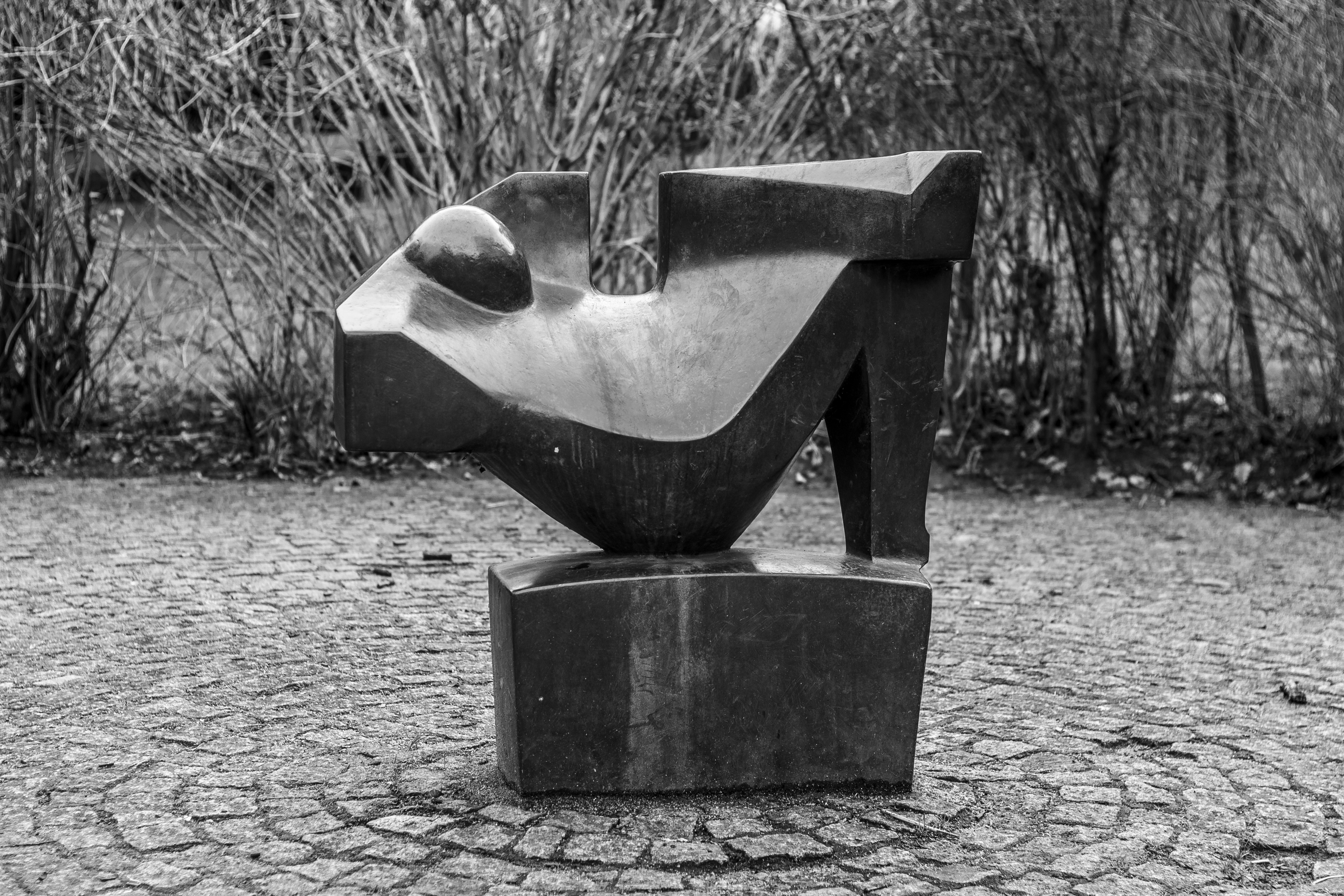
Der Faulenzer, 1984, Hamburg-Volksdorf (Schwarz-Weiß-Abbildung)
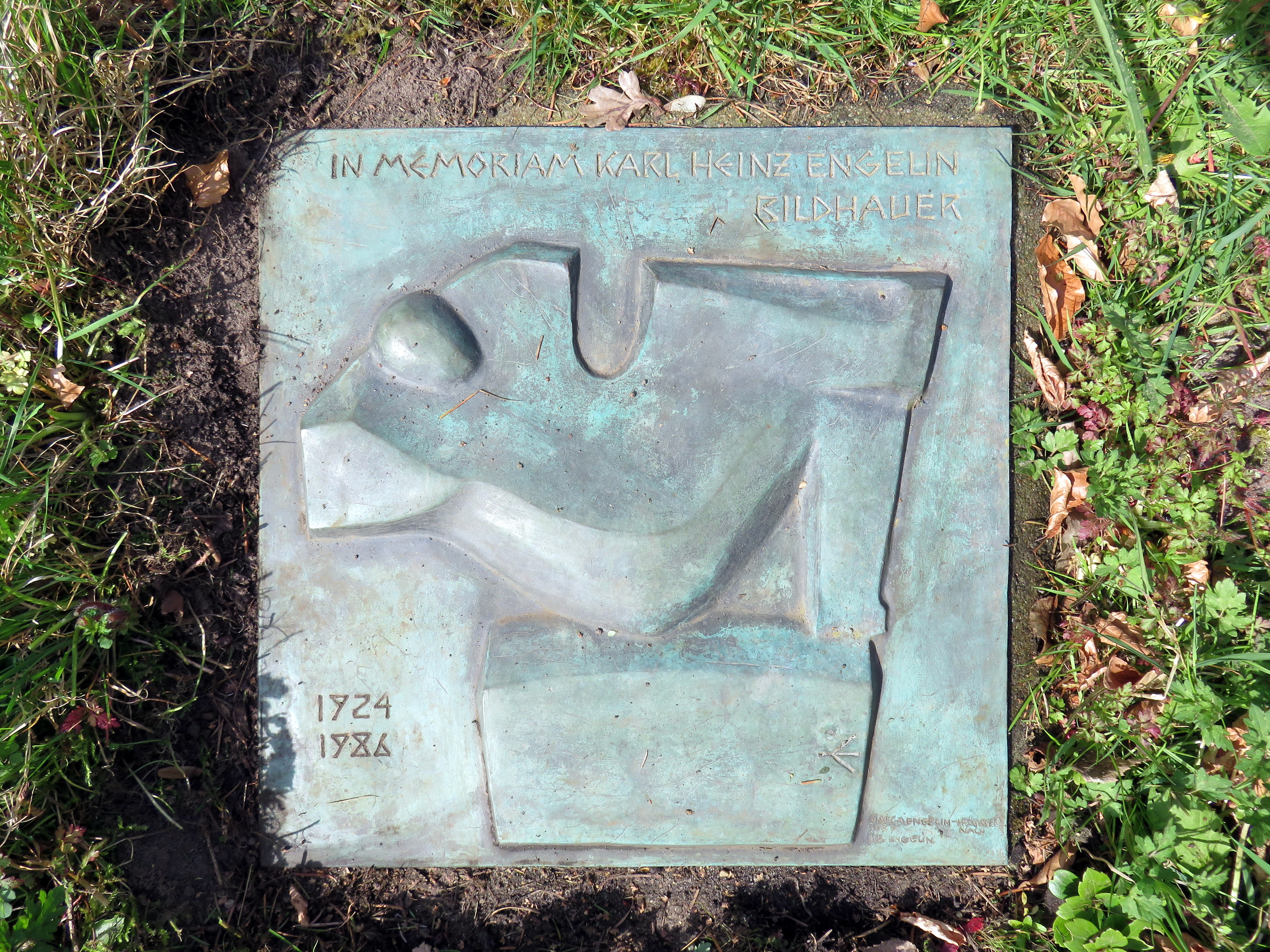
Kissenstein für Karl Heinz Engelin von Gisela Engelin-Hommes auf dem Friedhof Ohlsdorf

## Werke (Auswahl)
- 1955: Barhäuptiger Soldat beim Breisacher Stephansmünster[6]
- 196?: Der Gekreuzigte, Bronzeplastik, Gnadenkirche in Cuxhaven[7]
- 1960: Kompositionen mit Figuren, Bronzeplatte, Landesinstitut für Lehrerbildung und Schulentwicklung, Hamburg-Eimsbüttel[8]
- 1960: Der Kaufmann als Mittler zwischen den Völkern, Skulptur, Staatliche Handelsschule mit Wirtschaftsgymnasium Weidenstieg, Hamburg-Eimsbüttel
- 1961: Sitzender Mann, Skulptur im Schulgarten der Grundschule Hohe Landwehr 19, Hamburg-Hamm (Hamm-Nord)
- Ca. 1962: Erzbischof Ansgar (mit Gemeinde), an der Fassade des 1962 eingeweihten Gemeindehauses der Ansgarkirche in Hamburg-Langenhorn, Wördenmoorweg 22
- 1962: Flötenspieler und Stier, Bronze, Bramfelder Straße 9 / Flachsland, vor dem ehemaligen Haus der Jugend Flachsland, Hamburg-Barmbek-Süd
- 1962: Paar auf Pferd, Bronze, Franzosenkoppel / Spreestraße, Hamburg-Lurup – SAGA Unternehmensgruppe
- 1963: Mann und Pferd, Bronze, Manshardtstraße 115, Hamburg-Horn
- 1963: Pferdebändiger, Bronze, Schöneberger Straße 55a, Berliner Platz 13, Hohenhorst in Hamburg-Rahlstedt – SAGA Unternehmensgruppe[9]
- 1964: Faulenzer, Skulptur, Schule Rellinger Straße, Hamburg-Eimsbüttel
- 1964: Metamorphose, Bronze, Höhe 60 cm – Skulpturengarten der Stiftung Ohm, Röntgenstraße 57, Hamburg-Fuhlsbüttel
- Um 1965: Ursprungsform I, Bronze – Skulpturengarten der Stiftung Ohm, Röntgenstraße 57, Hamburg-Fuhlsbüttel
- Um 1965: Ursprungsform II, Bronze – Skulpturengarten der Stiftung Ohm, Röntgenstraße 57, Hamburg-Fuhlsbüttel
- Ca. 1965: Christusfigur, Taufsteindeckel, Altarleuchter, Johanneskirche (Friedrichsgabe), Norderstedt
- 1966: Lautenspieler, Bronze, Grandweg 118–128, Hamburg-Lokstedt
- 1968: Rossbändiger, Bronze, 15 × 12 cm – Sammlung der SAGA Unternehmensgruppe
- Um 1968: Pferd mit weiblichem Akt, Gips, 40 × 28 cm – Sammlung der SAGA Unternehmensgruppe
- 1969: Aufsitzender Reiter, Skulptur, im Innenhof der Ganztagsschule Neurahlstedt, Rahlstedter Straße 190, Hamburg-Rahlstedt
- 1969: Skulptur, Postzentrum, Schwarzenbek
- 197?: Skulptur, Congress Center Hamburg, Hamburg-St. Pauli
- 1970: Vögel, Kiefhörn 1–3, Hamburg-Dulsberg
- 1970: Frühling, Messing, Friedensallee (bis 2009 Pfitznerstraße) / Sibeliusstraße 5, Hamburg-Bahrenfeld – SAGA Unternehmensgruppe[10]
- 1971: 3 Aufwärtsschwünge, Messing, vor dem Eingang der Schule Kroonhorst, Kroonhorst 25, Hamburg-Osdorf
- 1972: David, Hauptkirche Sankt Katharinen, Hamburg-Altstadt[11]
- 1972: Schiff, Edelstahl, Graf Luckner Haus, Hans-Böckler-Platz 15, Wedel
- 1973: Spirale, Edelstahl, Höhe 60 cm – Skulpturengarten der Stiftung Ohm, Röntgenstraße 57, Hamburg-Fuhlsbüttel
- 1975: Spirale, Stahlrohrplastik, Spanische Furt / Graf-Ernst-Weg, Hamburg-Schnelsen – SAGA Unternehmensgruppe[12]
- 1976: Rückenwölbung, Edelstahl, Im Neugrabener Dorf 17, Hamburg-Neugraben-Fischbek
- 1978: Flügelturm, Edelstahl, Höhe 109 cm – Skulpturengarten der Stiftung Ohm, Röntgenstraße 57, Hamburg-Fuhlsbüttel
- 1979: Flügelturm, Budapester Straße 18, Hamburg-St. Pauli
- 1979: Lautenspielerin, Bronze, Grönländer Damm 12–34, Hamburg-Rahlstedt
- 1979: Trompeter, Bronze, Grönländer Damm 12–34, Hamburg-Rahlstedt
- 1984: Der Faulenzer, Bronze, Höhe 93 cm, am Buchenring 5, Hamburg-Volksdorf.[13] Vergrößerte Fassung einer 11 cm langen Bronzefigur aus dem Jahr 1964
- 1984: Lautenspieler, Bronze, Ausschläger Allee 48, Hamburg-Rothenburgsort
- 1984: Fächerplastik, Stahl, Kronsaalsweg 88, Hamburg-Stellingen
- 1985: Phantastischer Spaziergang, Bronze, Höhe 180 cm – Skulpturenpark Schloss Gottorf
- 1986: Diana, Bronze, Gazellenkamp 3, Hamburg-Lokstedt
- 1986: Einigkeitssymbol (ähnlich wie Phantastischer Spaziergang), Bronze, 1986, Hohenfelder Allee 2, Hamburg-Hohenfelde
- 19??: Figürliche Türknäufe, Metallarbeit, Heilige Dreieinigkeitskirche, Hamburg-St. Georg
- 19??: Wandgestaltung, Bronze, Hapag-Lloyd, Ballindamm 25, Hamburg-Altstadt
- 19??: Wandgestaltung, Edelstahl, Landeszentralbank, Hannover